# Laura Vandervoort
Laura Dianne Vandervoort (* 22. září 1984, Toronto, Ontario) je kanadská herečka. Hrála v seriálech Instant Star, Kriminálka Las Vegas nebo Dresden. V roce 2007 začala hrát Karu Kentovou alias Supergirl v americkém seriálu Smallville. Objevila se i ve filmech Lookout a Damage.

## Životopis a kariéra
Vandervoort se narodila v vyrostla v Torontu v Kanadě. Má nizozemské a kanadské kořeny. Hned v prvním týdnu svého života trpěla meningitidou a jejím rodičům bylo řečeno, že nepřežije. Jako malá se zajímala o několik sportů: fotbal, karate, basketbal, tenis, gymnastika a basketbal. Má sestru Sarah. Je příbuzná ke kanadskému herci Gordonovi Pinseteovi.
Svojí hereckou kariéru zahájila ve 13 letech. Na televizních obrazovkách se poprvé objevila v roli Nadiny Platt v seriálu Husí kůže. Hostující role si zahrála v seriálech jako Bojíte se tmy?, Mutant X, Sue Thomas: Agentka FBI nebo Kriminálka Las Vegas. Zlom v kariéře nastal se získáním role Kary Zor-El v seriálu stanice The CW Smallvile. Po skončení práce na seriálu si zahrála ve filmu Do hlubiny 2. V roce 2009 si zahrála ve sci-fi seriálu stanice ABC V. V roce 2012 si zahrála malou roli ve filmu Méďa. V roce 2014 získala roli v seriálu Bitten. V roce 2016 se objevila ve třech dílech seriálu Supergirl.

## Osobní život
Od roku 2005 chodila s kanadským hercem Corey Sevierem. Dvojice se v srpnu 2010 zasnoubili, ale v roce 2011 se rozešli. Během let 2012 až 2013 chodila s hercem Michaelem Rosenbaumem, se kterým se seznámila na natáčení seriálu Smallvile. V roce 2013 začala chodit s Oliverem Trevenou. V únoru roku 2014 se dvojice zasnoubila, ale v březnu roku 2015 se rozešli.

## Filmografie
| Rok       | Název                           | Role                       | Poznámky                                                           |
| --------- | ------------------------------- | -------------------------- | ------------------------------------------------------------------ |
| 1997–1998 | Husí kůže                       | Nadina Platt / Sheena Deep | 3 díly                                                             |
| 1999      | Penny's Odyssey                 | Tanya                      | TV film                                                            |
| 2000      | Bojíte se tmy?                  | Ashley Fox                 | díl: „The Tale of the Laser Maze“                                  |
| 2000      | Twice In a Lifetime             | Misty Reynolds             | díl: „Even Steven“                                                 |
| 2000      | Alley Cats Strike               | Lauren                     | TV film                                                            |
| 2000      | Rande s upírem                  | Chelsea Hansen             | TV film                                                            |
| 2001      | Mutant X                        | Tina                       | díl: „Russian Roulette“                                            |
| 2002      | The Gavin Crawford Show         | dívka                      | 1 díl                                                              |
| 2004      | Prom Queen: The Marc Hall Story | mladá dívka                | TV film (nebyla uvedena v titulcích)                               |
| 2004      | Doc                             | Annis Bennington           | díl: „The Family Tree“                                             |
| 2004–2008 | Instant Star                    | Sadie Harrison             | hlavní role, 49 dílů                                               |
| 2005      | 72 Hours: True Crime            | Leanne                     | díl: „Head in a Bucket“                                            |
| 2005      | Falcon Beach                    | Ashley                     | TV film                                                            |
| 2005      | Sue Thomas: Agentka FBI         | Gabbie                     | díl: „Dívky z lepších rodin“                                       |
| 2006      | Kalné vody                      | Carolyn                    |                                                                    |
| 2007      | Komplic                         | Kelly                      |                                                                    |
| 2007      | Dresden                         | Natalie                    | díl: „Bad Blood“                                                   |
| 2007      | Kriminálka Las Vegas            | paní Tangiersová           | díl: „Ranaři“                                                      |
| 2007–2011 | Smallville                      | Kara Zor-El                | hlavní role (7. řada), hostující role (8. řada, 10. řada), 23 dílů |
| 2009      | Interní záležitost              | Marcie Cutler              | TV film                                                            |
| 2009      | Do hlubiny 2                    | Dani                       |                                                                    |
| 2009      | Jazzman                         | Sara                       |                                                                    |
| 2009      | Pouliční rváč                   | Frankie                    |                                                                    |
| 2009–2011 | V                               | Lisa                       | hlavní role, 22 dílů                                               |
| 2010      | Riverworld                      | Jessie Machalan            | TV film                                                            |
| 2011      | Griffinovi                      | Jenny / Bridget (hlas)     | 3 díly                                                             |
| 2011      | Donucen ke zločinu              | Hailey Jones               |                                                                    |
| 2011      | Desperately Seeking Santa       | Jennifer Walker            | TV film                                                            |
| 2012      | Tohle je válka!                 | Britta                     |                                                                    |
| 2012      | Broken Trust                    | Sophie                     | TV film                                                            |
| 2012      | Méďa                            | Tanya                      |                                                                    |
| 2012      | Ve službách FBI                 | Sophie Covington           | díl: „Na rozloučenou“                                              |
| 2012      | Finding Mrs. Claus              | Noelle                     | TV film                                                            |
| 2012      | Městečko Haven                  | Arla Cogan                 | díly: „Reunion“ a „Thanks for the Memories“                        |
| 2013–2014 | Captain Canuck                  | Bluefox                    | 1 díl                                                              |
| 2013      | Kriminálka New York             | Macy Sullivan              | díl: „Nine Thirteen“                                               |
| 2013      | Life of the Party               | Bea                        |                                                                    |
| 2013      | Cubicle Warriors                | Jessica                    |                                                                    |
| 2014      | Můj šálek kávy                  | Donavan Turner             | TV film                                                            |
| 2014–2016 | Bitten                          | Elena Michaels             | hlavní role, 33 dílů                                               |
| 2015      | Hráči                           | Sarah                      | díl: „Tah na branku“                                               |
| 2016      | Supergirl                       | Indigo / Brainiac 8        | vedlejší role, 3 díly                                              |
| 2016–2018 | Ice                             | Tessa                      | vedlejší role, 5 díly                                              |
| 2017      | Con Man                         | Finley Farrow              | 2 díly                                                             |
| 2017      | Tajemství Frankie Drake         | Sophia Devoe               | díl: „Out of Focus“                                                |
| 2017      | Jigsaw                          | Anna                       |                                                                    |
| 2018–2019 | Private Eyes                    | Dana                       | 2 díly                                                             |
| 2019      | Rabid                           | Rose Miller                |                                                                    |
| 2019      | V-Wars                          | Mila                       |                                                                    |
| 2021      | Trigger Point                   | Fiona Snow                 |                                                                    |
| 2021      | See for Me                      | Debra                      |                                                                    |